# Doctores (métro de Mexico)
Doctores est une station de la ligne 8 du métro de Mexico, située au sud de Mexico, dans la délégation Cuauhtémoc.

## La station
La station ouverte en 1994, doit son nom à la Colonia Doctores, où toutes les rues portent celui d'un docteur célèbre du temps des lois de Réforme (lois qui réduisirent l'emprise de l'Église sur la société mexicaine, 1859-1863).